# Владан Ђорђевић
Хипократ (Владан) Ђорђевић (Београд, 21. новембар/3. децембар 1844 — Баден, 31. август 1930), познат и као доктор Владан, био је српски политичар, дипломата, лекар, официр, књижевник и академик. Ђорђевић је био председник министарског савета Краљевине Србије, санитетски пуковник и оснивач Српског црвеног крста и Српског лекарског друштва.

## Биографија
Хипократ (Владан) Ђорђевић је рођен 21. новембра/3. децембра 1844. у Београду од оца Ђорђа Ђорђевића и мајке Марије Ђорђевић, рођене Леко. Отац Ђорђе, санитетски потпоручник, пореклом је из цинцарске породице која потиче из Фурке у Епиру, северна Грчка. Мајка Марија рођена је у познатој београдској породици цинцарског порекла као кћерка Марка Лека и праунука Марка Лека из Влахоклисуре у Македонији. Породица Леко, као и друге цинцарске породице, иселила се из данашње северне Грчке у Аустрију, тј. Војводину, у Белу Цркву, због турских одмазда над православним становништвом. Из Беле Цркве доселила се породица Леко у Београд тридесетих година 19. века. У духу грчко-цинцарске културе мајчине породице Владан је крштен као Хипократ, са жељом родитеља да буде лекар. То име је Ђорђевић носио све до матуре, када на предлог Ђуре Даничића почео да користи „народније“ име Владан, као превод другог дела свог имена (кратија, гр. - владавина).
Гимназију је завршио у Београду, а као ђак је био један од покретача Уједињене омладине српске и био њен секретар. У мају 1867. године када се у Москви одржавала етнографска изложба и Свесловенски састанак (Други свесловенски конгрес), Уједињена омладина српска је за свог представника изабрала Владана Ђорђевића. Из Москве је слао извештаје листовима "Застави" у Новом Саду и "Србији" у Београду. Из извештаја се види да је био одушевљен целокупном манифестацијом.
Под утицајем Јосифа Панчића, определио се за студије медицине у Бечу где је и докторирао 1869. Након опела Вуку Караџићу у Бечу, у грчкој капели је држао говор као тада још бечки студент. Специјализацију из хирургије завршио је у Бечу (1869—1871) код чувеног професора Билрота и био је први школовани хирург у Србији. Да би усавршио своје хируршко знање, уз допуштење српске владе, одлази у Француско-пруски рат и укључује се у рад пруског санитета. У овом рату у близини Франкфурта Ђорђевић је организовао ратну болницу, што му је донело војни чин и похвале хирурга Лангебека.
Након повратка у Србију једно време радио је као приватни лекар, а затим је примљен у српску војску у којој постаје први санитетски пуковник. Оженио се 1871. Паулином Битнер са којом је имао доста деце.
Војни је лекар и шеф хируршког одељења војне болнице од 1871. Један од оснивача Српско лекарско друштво (1872) и покретач часописа Српски архив за целокупно лекарство (1874). Двадесет пет година је др Ђорђевић, као главни уредник бринуо о финансирању и изласку „Српског архива“, часописа који и данас излази и један је од најстаријих и најдуговечнијих медицинских часописа у свету. Издавао је и часопис Отаџбина од 1875. до 1892. године.
Од 1873. обављао је дужност личног лекара кнеза Милана. Један је од главних оснивача Црвеног крста у Србији (1876). У првом српско-турском рату (1876) је био начелник санитетске службе моравско-тимочке војске, а у другом (1877—1878) начелник санитетске службе врховне команде Српске војске. Основао је и био први управник Војне болнице у Нишу од (1878). Начелник је цивилног санитета Србије од 1879, а 1881. је испословао његову широку реформу. На његову иницијативу основано је Прво београдско друштво за гимнастику и борење, 26. децембра 1881, које је почело је са радом 3. јануара 1892. У српско-бугарском рату 1885/6. је био начелник санитетске службе врховне команде.
Ђорђевић је био председник београдске општине 1884—1888, а министар просвете и привреде 1888. године у влади Николе Христића. Потом прелази у дипломатију као посланик Србије у Атини од 1891. и у Цариграду од 1894. године, где је допринео постављању српских владика у Македонији. Срби са Косова и Метохије су писали посланику у Цариграду Ђорђевићу и изнели му информације да су Алабанци читава српска села ставили пред избор или да постану муслимани или да се иселе а да се не могу ни иселити јер их комшије Албанци уходе и патролирају путевима.
Изабран је за дописног члана Српске краљевске академије 23. јануара 1888, а за редовног 15. новембра 1892.
Председник је владе и министар иностраних дела од 11. октобра 1897. до 12. јула 1900. године. Његова влада радила је на стишавању жестоких партијских борби, економском напретку Србије и јачању њене војске. Поднео је оставку после најаве женидбе краља Александара Драгом Машин.
У затвору је на шест месеци 1906. године, због наводног објављивања државних тајни у књизи Крај једне династије. У току Првог светског рата био је у аустријској конфинацији, ради русофилства од анексионе кризе из 1908. године.
Као председник Београдске општине Ђорђевић је је иницирао увођење плинског светла (јавне расвете), канализације и водовода и калдрмисање београдских улица. Изместио је гробље са Ташмајдана на Ново гробље, које су многи старији људи упамтили и као Владановац.
Владан Ђорђевић је преминуо последњег дана августа 1930. у санаторијуму у Бадену. Усамљен стар и болестан у 86 години живота окончао је свој живот некадашњи први доктор хирургије у обновљеној Србији, организатор цивилног и војног санитета, оснивач нишке Војне болнице, Српског црвеног крста, дипломата, политичар, министар, председник владе, академик, пуковник, писац безбројних романа... Држава је о свом трошку „без помпе и галаме“, сахранила овог српског великана на Новом гробљу у Београду, које је он и основао.
У оквиру прославе стогодишњице војне болнице у децембру 1938, у кругу Главне војне болнице му је откривен споменик.
Српска академија наука и уметности је 2020. годину прогласила годином Владана Ђорђевића. Од 3. новембра до 13. децембра 2020. у Галерији САНУ одржава се изложба „Владан Ђорђевић: портрет неуморног ствараоца”. У децембру 2021. у САНУ је одржан научни скуп „Владан Ђорђевић”.

## Одликовања
- Орден Таковског крста на прсима
- Орден Таковског крста о врату
- Краљевско-српска Златна медаља за ревносну службу
- Орден Таковског крста с мачевима
- Орден Светог Саве II степена
- Бронзана споменица на рат 1876, 1877, 1878. године
- Споменица на рат 1885−1886. године
- Орден Друштва српског Црвеног крста
- Орден Светог Саве I степена
- Орден белог орла V степена
- Краљева Гардијска споменица
- Орден таковског крста I степена
- Орден белог орла IV степена
- Медаља Милоша Великог
- Орден Милоша Великог II степена
- Орден белог орла III степена

Инострана одликовања
- Ратна спомен-медаља за учешће у Француско-пруском рату[15]
- Отомански Oрден Меџидије IV степена
- Каваљерски крст италијанске круне
- Царско-персијски Орден лава и сунца I степена
- Царско-отомански Орден Османлије I степена
- Краљевско-румунски Орден румунске звезде I степена
- Царско-руски Орден Свете Ане II степена с мачевима
- Краљевско-румунски Командерски крст румунске звезде с мачевима
- Царско-аустријски Командантски крст Франца Јозефа
- Царско-аустријски Орден гвоздене круне II степена
- Краљевско-румунски Велики официрски крст румунске круне
- Краљевско-грчки Oрден Спаситеља I степена
- Царско-отомански Орден Меџидије I степена
- Комеморативна медаља Цара Вилхелма I 1897

## Одабрана дела
Пуно је писао на историјске теме, као и романе, приповетке, песме и драме. 
- Историја српског војног санитета, I-IV (1879—86)
- Крај једне династије, I-III (1905—1906)
- Српско-турски рат, I-II (1907)
- (1913)
- Цар Душан, I-III (историјски роман, 1919-1920)
- Црна Гора и Аустрија 1814-1894 (1924)
- Успомене (1927)

## Галерија
- Др Хипократ-Владан Ђ. Ђорђевић (1844-1930), као гимназијалац.
- Пуковник Хипократ-Владан Ђ. Ђорђевић (1844-1930), у српској краљевској гардијској униформи.
- Пуковник Хипократ-Владан Ђ. Ђорђевић (1844-1930), у току Другог српско-турског рата (1877—1878).
- Пуковник Хипократ-Владан Ђ. Ђорђевић (1844-1930), са ратним ордењем.
- XI класа Артиљеријске школе Војне академије у Београду. У другом реду трећи здесна је Живојин Р. Мишић (1855-1921) наслоњен на свог професора Ђорђевића.
- Пуковник Хипократ-Владан Ђ. Ђорђевић (1844-1930), непосредно после  Српско-турских ратова (1876—1978).
- Пуковник Владан Ђ. Ђорђевић (1844-1930), са српским орденом „Таковског крста“ око врата.
- Пуковник Хипократ-Владан Ђ. Ђорђевић (1844—1930), зачетник српске соколске организације.
- Др Владан Ђ. Ђорђевић (1844-1930), пуковник српске војске.
- Пуковник Владан Ђ. Ђорђевић (1844-1930) са српским орденом „Белог орла“ око врата.
- Пуковник Хипократ-Владан Ђ. Ђорђевић (1844-1930).
- Српски пуковник Хипократ-Владан Ђ. Ђорђевић (1844-1930), командант Војног санитета.
- Српски краљ Александар Обреновић (1876—1903) и пуковник Хипократ-Владан Ђ. Ђорђевић (1844—1930).
- Конзул Валтер Принцег фон Хервалт (1862—1943) и др Хипократ-Владан Ђ. Ђорђевић (1844—1930).
- Др Хипократ-Владан Ђ. Ђорђевић (1844-1930), српски политичар, лекар (хирург) и књижевник.
- Др Хипократ-Владан Ђ. Ђорђевић (1844-1930), оснивач Црвеног крста Србије.
- Др Хипократ-Владан Ђ. Ђорђевић (1844-1930), оснивач Српског лекарског друштва.
- Др Хипократ-Владан Ђ. Ђорђевић (1844-1930), пуковник српске војске (трећи слева) са седам наставника Медицинског факултета у Београду 1924. године.